# Fulford Place
Pour les articles homonymes, voir Fulford.
Fulford Place est un musée situé à Brockville en Ontario au Canada. C'était la maison du sénateur George Taylor Fulford (en) (1852 – 1905), personnalité politique et homme d'affaires canadien.
Fulford Place a été désigné comme lieu historique du Canada en 1997.

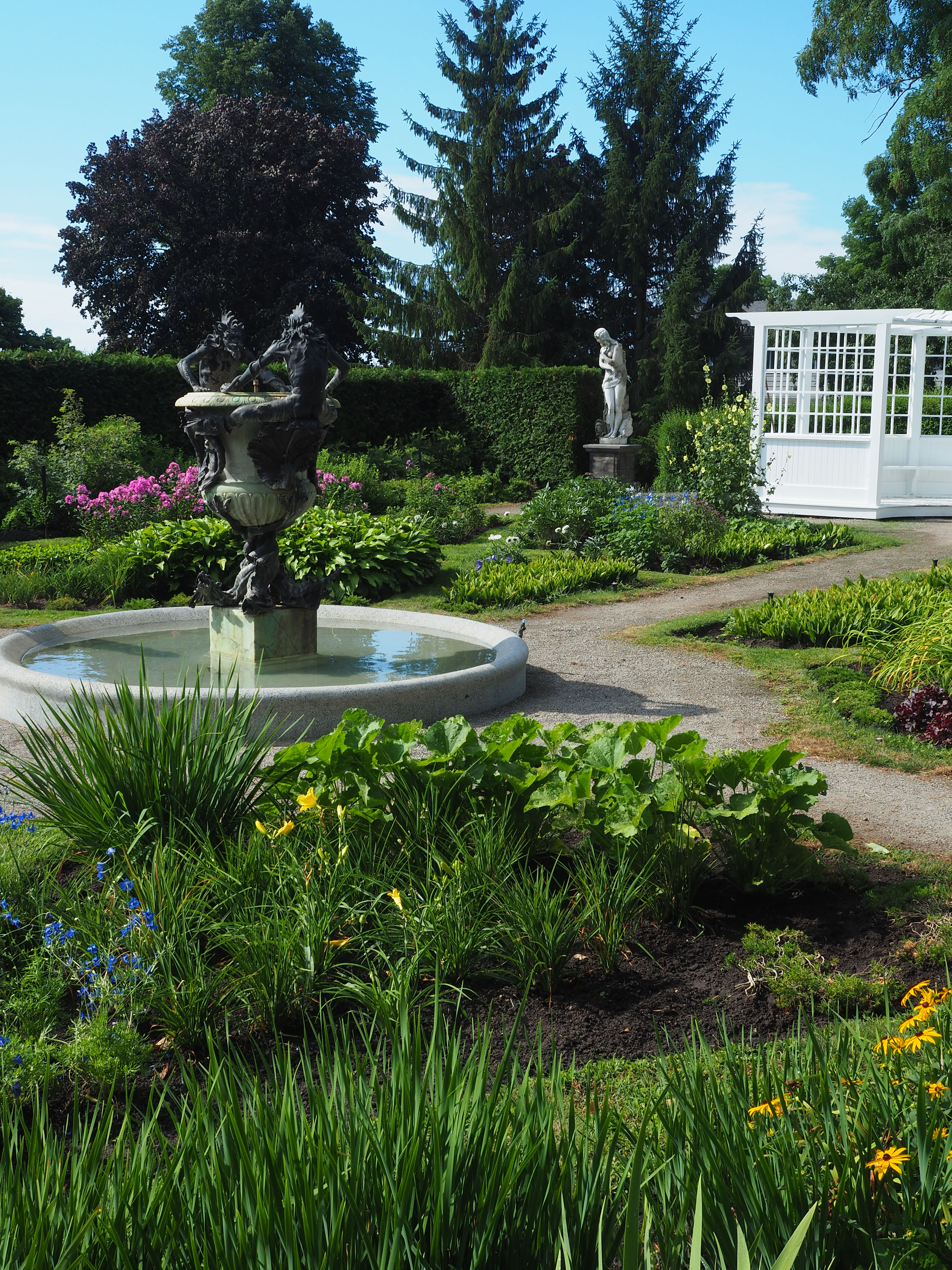
Les jardins de Fulford Place, conçus par Frederick Olmsted comportent les jardins à l'italienne, une fontaine de triton ouvragée, des statues, un mur de pierre et des grilles.